# Supervivència del més apte

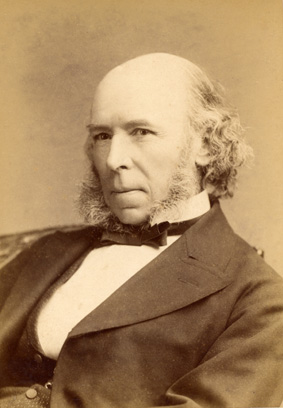
Herbert Spencer encunyà l'expressió "supervivència del més apte".

«Supervivència del més apte» és una expressió que resumeix el concepte relacionat amb la competència per sobreviure o predominar. Fou encunyada originalment per Herbert Spencer al seu llibre Principles of Biology («Principis de la biologia») del 1864, en el qual traçà paral·lels entre les seves idees econòmiques amb les idees de Charles Darwin sobre l'evolució mitjançant el procés que Darwin anomenava «selecció natural».
Més endavant, Darwin utilitzà l'expressió «supervivència del més apte» com a sinònim de «selecció natural». L'expressió no estava en la primera versió de l'origen de les espècies, però l'incorporà en posteriors edicions.
L'expressió és una metàfora i no pas una descripció científica.